# Mistrzostwa Świata Par Mieszanych w Curlingu 2021
Mistrzostwa Świata Par Mieszanych w Curlingu 2021 rozegrane zostały między 17 a 23 maja 2021 w Aberdeen. Tytuł mistrza świata zdobyła reprezentacja Szkocji, pokonując w finale Norwegię. Brązowy medal wywalczyli Szwedzi, czwarta była Kanada.

## Składy drużyn[1]
| Australia                                 | Kanada                                       | Chiny                               | Czechy                                |
| ----------------------------------------- | -------------------------------------------- | ----------------------------------- | ------------------------------------- |
| K: Tahli Gill M: Dean Hewitt              | K: Kerri Einarson M: Brad Gushue             | K: Yang Ying M: Ling Zhi            | K: Zuzana Paulová M: Tomáš Paul       |
| Anglia                                    | Estonia                                      | Finlandia                           | Niemcy                                |
| K: Anna Fowler M: Ben Fowler              | K: Marie Turmann M: Harri Lill               | K: Oona Kauste M: Aku Kauste        | K: Pia-Lisa Schöll M: Klaudius Harsch |
| Węgry                                     | Włochy                                       | Japonia                             | Nowa Zelandia                         |
| K: Dorottya Palancsa M: Zsolt Kiss        | K: Stefania Constantini M: Amos Mosaner      | K: Yurika Yoshida M: Yuta Matsumura | K: Courtney Smith M: Anton Hood       |
| Norwegia                                  | RCF                                          | Szkocja                             | Korea Południowa                      |
| K: Kristin Skaslien M: Magnus Nedregotten | K: Anastasija Moskalowa M: Aleksandr Jeromin | K: Jennifer Dodds M: Bruce Mouat    | K: Kim Ji-yoon M: Moon Si-woo         |
| Hiszpania                                 | Szwecja                                      | Szwajcaria                          | Stany Zjednoczone                     |
| K: Oihane Otaegi M: Mikel Unanue          | K: Almida de Val M: Oskar Eriksson           | K: Jenny Perret M: Martin Rios      | K: Tabitha Peterson M: Joe Polo       |

## Półfinały
22 maja 2021
| Kraj | Kraj     | 1 | 2 | 3 | 4 | 5 | 6 | 7 | 8 | Ogółem |
|      | Szwecja  | 1 | 0 | 3 | 0 | 0 | 2 | 0 | 0 | 6      |
|      | Norwegia | 0 | 1 | 0 | 2 | 1 | 0 | 2 | 1 | 7      |

22 maja 2021
| Kraj | Kraj    | 1 | 2 | 3 | 4 | 5 | 6 | 7 | 8 | Ogółem |
|      | Szkocja | 1 | 0 | 3 | 0 | 1 | 0 | 1 | 1 | 7      |
|      | Kanada  | 0 | 1 | 0 | 1 | 0 | 2 | 0 | 0 | 4      |

## Mecz o brązowy medal
23 maja 2021
| Kraj | Kraj    | 1 | 2 | 3 | 4 | 5 | 6 | 7 | 8 | Ogółem |
|      | Kanada  | 0 | 1 | 1 | 0 | 1 | 0 | 1 | x | 4      |
|      | Szwecja | 4 | 0 | 0 | 2 | 0 | 1 | 0 | x | 7      |

## Finał
23 maja 2021
| Kraj | Kraj     | 1 | 2 | 3 | 4 | 5 | 6 | 7 | 8 | Ogółem |
|      | Szkocja  | 2 | 0 | 1 | 0 | 2 | 0 | 3 | 1 | 9      |
|      | Norwegia | 0 | 3 | 0 | 2 | 0 | 2 | 0 | 0 | 7      |